# 4-е Отделение Государственной Селекционной Станции
4-е Отделение Государственной Селекционной Станции — посёлок в Тулунском районе Иркутской области России. Административный центр Писаревского муниципального образования. Находится примерно в 5 км к юго-западу от районного центра — города Тулун.

## История
Основан в 1907 году как опытная ферма. Участок был отделён из государственной лесной дачи. Руководство фермой осуществляло Управление Землеустройством и Переселением в Иркутской губернии. Управляющий опытной фермой в 1907 году получил в своё распоряжение 509 десятин всех земель, в том числе 30 десятин пашни. Сюда вошли земли тулунских крестьян: заимки Нестерова, Аверьянова, Ермакова и Екимовича. В штате числилось лишь 7 человек.
Новый этап в работе фермы наступил с приходом в 1913 году молодого агронома Переселенческого управления Иркутской губернии Виктора Евграфовича Писарева и его помощников агрономов Павла Семёновича Попова и В. В. Виноградова. Тулунская опытная ферма в 1913 году была переименована в опытное поле. Посёлок увеличивался в размерах.
В 1913 году началась постройка двухэтажного лабораторного здания.
В 1914 году был заложен опытный сад с плодовыми деревьями и ягодными кустарниками.
В 1916 году заложен опытный огород.
В 1920-е гг. в посёлке станции появился магазин, несколько жилых домов, деревянные овощехранилище и зерносклад.
В 1933 году стал вопрос об открытии школы. Здание первой школы посёлка находилась в маленьком домике. Он стоял на месте спортзала современной школы. Когда строили новую, то дом перенесли по адресу Мичурина № 12. В 1935 г. построили новое здание школы. В эти годы и открывается детский сад и ясли.
29 июля 1937 г. Постановлением Совнаркома СССР Тулунская опытная станция была преобразована в Тулунскую государственную селекционную станцию. Посёлок в 30 е годы превратился в значимый центр селекционной науки Восточной Сибири.
В середине 1930-х годов было построено большое кирпичное двухэтажное здание для проведения научных работ. В это время появляется в посёлке свой кирпичный заводик, находившийся где пустырь за последним домом по ул. Мичурина справа.
Уже ближе к зиме 1937 года школу переводят в старое здание лаборатории, где занимались в две смены. Позже школу расширили, сделали два класса наверху здания и два внизу, занятия стали проводиться в одну смену. Там, где сначала был класс, отдали помещение под клуб. Он там и оставался, пока здание не сгорело. В одной из комнат здания почти до конца 1951 года находилась метеорологическая станция.

## Население
| 2002 | 2010 | 2011 | 2012 |
| ---- | ---- | ---- | ---- |
| 901  | ↘873 | ↘870 | ↗883 |

По данным Всероссийской переписи, в 2010 году в посёлке проживали 873 человека (403 мужчины и 470 женщин).